# 外丹术
外丹术或炼丹术是中国的道教的一种修炼方法，也是化学的雏形。同时它也对中国传统医学产生了很大的影响。
外丹术包括了黄白术，也就是炼金术。最早是通过炼制铅、汞等药物来制作长生不老的丹药。开始称作金丹，后来为了与内丹相区别，而称为外丹。相信外丹术的人认为，丹砂可以反复变化，黄金可以永久，因此用他们制成的丹药，吃了可以长生不老。
炼制外丹，是通过各种秘法，烧炼成丹药，用来服食，或直接服食某些芝草，以点化自身阴质，使之化为阳气。
另外，道家外丹也可指“虚空中清灵之气”，近代陈撄宁先生云：“外界资助，当然不可少，却是在虚空中寻求。”“修仙者，贵在收积虚空中清灵之气于身中，然后将吾人之神与此气配合而修养之，为时既久，则神气打成一片，而大丹始成。” 李道纯云：“外阴阳往来，则外药也。内坎离辐辏，乃内药也。” 《天仙正理》认为内药、外药皆原本先天祖气，所谓外药，是指“祖气从生身时，虽隐藏于丹田，却有向外发生之时，即取此发生于外者，复返还于内，是以虽从内生，却从外来，故谓之外药。”所谓内药，是指采外药炼成还丹大药，“全不著于外，只动于发生之地，因其不离于内，故谓内药。”。“外药为生而后采，内药为采而后生，实止此一气而已。”
外丹也可指道家法术如符箓、雷法等。

## 炼丹药物
常用的炼丹药物有矿石和草药等：
- 金
- 银
- 铜
- 铅
- 锡
- 汞
- 石灰
- 矾石
- 芒硝
- 石炭
- 石棉
- 砒霜
- 朱砂
- 雄黄
- 雌黄
- 云母
- 曾青
- 硫磺
- 戎盐
- 硝石
- 石膽（極有可能為五水合硫酸銅）
- 膽礬

## 炼制方法
炼制的方法主要有：
- 炼（加热）
- 锻（高温加热）
- 养（低温加热）
- 炙（局部加热）
- 抽（蒸馏）
- 飞升（升华）
- 淋（过滤）
- 浇（冷却）
- 煮（加水加热）

## 历史
外丹术形成于道教形成以前. 道教出现以后，成为道士实现长生不老的手段之一。
炼（外）丹术在唐朝发展最盛，到北宋后逐渐衰落。

### 魏晉南北朝
六朝風行服食「五石散」。孫思邈言「自皇甫士安以降，有進餌者，無不發背解體而取顛覆。余自有識性以來，親見朝野人士，遭者不一。所以寧食野葛，不服五石，明其大大猛毒，不可不慎也。有識者遇此方即須焚之，勿久留也。」

### 唐朝
貞觀二十二年，唐太宗命天竺方士那羅邇娑婆寐在金飆門煉藥，次年，天竺藥物无效，久病罹患痢疾而亡。
唐高宗打算服食胡僧盧伽阿逸多之藥，後因大臣郝處俊切諫而作罷。
張果是唐朝的丹術家，開元年間玄宗召其進宮問以神仙之事。《新唐書‧方技傳》：“張果者，晦鄉里世系以自神，隱中條山，往來汾、晉間，世傳數百歲人。”
李白有《草創大還贈柳官迪》詩：“天地為橐籥，周流行太易。造化合元符，交媾騰精魄。自然成妙用，孰知其指的。羅絡四季間，綿微無一隙。日月更出沒，雙光豈雲隻。奼女乘河車，黃金充轅軛。執樞相管轄，摧伏傷羽翮。朱鳥張炎威，白虎守本宅。相煎成苦老，消鑠凝津液。彷彿明窗塵，死灰同至寂。擣冶入赤色，十二周律歷。赫然稱大還，與道本無隔。白日可撫弄，清都在咫尺。”
唐憲宗時，梅彪撰《石藥爾雅》。《舊唐書》卷一七一《裴潾傳》记載「憲宗季年銳於服餌，詔天下搜訪奇士」。元和十五年（820年）春，唐憲宗因「服餌過當，暴成狂燥之疾，以至棄代」。
長慶三年（823年）正月，韓愈之兄婿李于（一作李干）因服丹中毒而死，韓愈為之撰此銘：“初，于以進士為鄂州從事，遇方士柳泌，從受藥法，服之往往下血，比四年，病益急，乃死。其法以鉛滿一鼎，按中為空，實以水銀，蓋封四際，燒為丹砂云。”
韓愈雖指斥時人服餌丹藥，但後來自己又親修服食之事，白居易有詩“退之服硫磺，一病訖不痊。”。韓愈、元稹、杜元穎、崔群、崔晦叔、鄭居中等都有參與服餌丹藥，白居易在詩中常痛陳友人受誤餌之禍。
唐穆宗即位時，命京兆府將柳泌、僧大通等處死，又黜皇甫鎛，不久又一反常態。《舊唐書‧裴潾傳》載「穆宗雖誅柳泌，既而自惑，左右近習，稍稍復進方士」，「聽僧惟賢、道士趙歸真之說，亦餌金石」。
《舊唐書》卷十七〈敬宗本紀〉載敬宗即位不久便「遣中使往湖南、江南等道及天台山采藥。時有道士劉從政者，說以長生久視之道，請於天下求訪異人，冀獲靈藥。仍以從政為光祿少卿，號升玄先生」。
唐武宗亦好食鉛丹。《舊唐書‧武宗本紀》載會昌六年三月，「上不豫，制改御名炎。帝重方士，頗服食修攝，親受法籙。至是藥躁，喜怒失常，疾既篤，旬日不能言。」
唐宣宗時，韋澳奏稱「方士殊不可聽，金石有毒，切不宜服食」。但宣宗不聽，「竟餌太醫李元伯所治長年藥，病渴且中燥，疽發背而崩」。

## 重要著作与人物
重要的炼丹术文献有魏伯阳的《周易参同契》，被称为“万古丹经王”。此外葛洪和陶弘景也是著名的炼丹家。

## 研究書目
- Joseph Needham（李約瑟）著，周曾雄譯：《中國科學技術史》，5卷2冊，「煉丹術的發明和發展：金丹與長生」。
- Nathan Sivin（席文）著，李煥燊譯：《伏煉試探》（台北：國立編譯館，1973）。

## 参看
- 道教
- 内丹术
- 煉丹
- 鍊金術
- 道教历史